# Ampeliusz
Ampeliusz – imię męskie pochodzenia greckiego, oznaczające "hodowca winorośli". Istniało czterech świętych katolickich o tym imieniu. 
Ampeliusz imieniny obchodzi: 
- 8 lutego, jako wspomnienie św. Ampeliusza, biskupa Mediolanu
- 12 lutego, jako wspomnienie św. Ampeliusza, wspominanego razem ze św. Datywem, Feliksem i Saturninem
- 14 maja, jako wspomnienie św. Ampeliusza wyznawcy
- 20 listopada, jako wspomnienie św. Ampeliusza z Mesyny, wspominanego razem ze św. Kajem

Żeński odpowiednik: Ampelia